# Cunonia purpurea
Cunonia purpurea är en tvåhjärtbladig växtart som beskrevs av Brongn. & Gris.. Cunonia purpurea ingår i släktet Cunonia och familjen Cunoniaceae. Inga underarter finns listade i Catalogue of Life.